# Naissance en 2007
Naissance
- 2003
- 2004
- 2005
- 2006
- 2007
- 2008
- 2009
- 2010
- 2011

Les naissances en 2000 concernent les personnalités nées entre le 1er janvier et le 31 décembre 2000.

## Janvier
- 1er janvier : Adrian Przyborek, footballeur polonais.
- 4 janvier : Christian Garofalo, footballeur italien.
- 7 janvier : Chloe Chua, violoniste singapourienne.
- 10 janvier : Mihajlo Cvetković, footballeur serbe.
- 18 janvier : Wojciech Mońka, footballeur polonais.
- 23 janvier : Allan Oyirwoth, footballeur ougandais.
- 24 janvier : Oliver Højer, footballeur danois.
- 31 janvier : Jacob Hödl, footballeur autrichien.

## Février
- 6 février : Kenan Busuladžić, footballeur suédois.
- 16 février : Stacey Fru, autrice sud-africaine.
- 18 février : Siyabonga Mabena, footballeur sud-africain.
- 24 février : Luka Vušković, footballeur croate.
- 28 février : Khadija du Maroc, membre de la famille royale marocaine.

## Mars
- 3 mars : Timothé Vom Dorp, acteur français.
- 5 mars : Eugénie de Bourbon, princesse française.
- 12 mars : Rento Takaoka, footballeur japonais.
- 17 mars : 
  - Ruby Grace Evans (en), gymnaste artistique galloise.
  - Park Seung-soo, footballeur sud-coréen.
- 21 mars : Ethan Nwaneri, footballeur anglais.
- 26 mars : Mattia Mosconi, footballeur italien.
- 28 mars : Cailey Fleming, actrice américaine.
- 29 mars : Matias Siltanen, footballeur finlandais.
- 30 mars : Carl Selfvén, footballeur suédois.

## Avril
- 2 avril : Brenda Fruhvirtová, joueuse de tennis tchèque.
- 6 avril : Mattia Liberali, footballeur italien.
- 10 avril : Ariane des Pays-Bas, princesse d’Orange-Nassau.
- 17 avril : Álvaro Montoro, footballeur argentin.
- 21 avril : 
  - Isabella de Danemark, fille du prince héritier Frederik et son épouse, la princesse héritière Mary.
  - Alessandro Di Nunzio, footballeur italien.
- 23 avril : Cristian Ortiz, footballeur dominicain.
- 24 avril : 
  - Michael Bresser, footballeur néerlandais.
  - Estevão Willian, footballeur brésilien.
- 29 avril : 
  - Mirra Andreeva, joueuse de tennis russe.
  - Sofía de Borbón y Ortiz, seconde fille du roi Felipe VI, et de son épouse Letizia Ortiz.
  - Francis Onyeka, footballeur allemand.

## Mai
- 4 mai : Chandon Roy, footballeur bangladais.
- 6 mai : Lassana Traoré, footballeur sénégalais.
- 11 mai : Genesis Antwi, footballeur suédois.
- 17 mai : Ruby Pass (en), gymnaste artistique australienne.
- 29 mai : Federico Coletta, footballeur italien.
- 30 mai : Charálampos Kostoúlas, footballeur grec.

## Juin
- 5 juin : 
  - Cristian Cama, footballeur italien.
  - Rafaëlle Carrier, coureuse cycliste canadienne.
- 23 juin : Elliana Walmsley, danseuse, mannequin et personnalité de la télévision américaine.
- 30 juin : Trey Nyoni, footballeur anglais.

## Juillet
- 4 juillet : Jonah Kusi-Asare, footballeur suédois.
- 6 juillet : Mari Copeny, militante pour l'eau américaine.
- 7 juillet : Lan Hanyu, athlète handisport chinoise.

- 10 juillet : Viki Gabor, chanteuse polonaise.
- 13 juillet : Lamine Yamal, footballeur espagnol.
- 15 juillet : Marvin Akahomen, footballeur suisse.
- 27 juillet : Alyvia Alyn Lind, actrice américaine.

## Août
- 10 août : Artem Stepanov, footballeur ukrainien.
- 11 août : Mikey Moore, footballeur anglais.
- 16 août : Seth Carr, acteur américain.
- 17 août : Gabriel Carvalho, footballeur brésilien.
- 30 août : Momiji Nishiya, skatebordeuse japonaise.

## Octobre
- 25 octobre : Dominik Sarapata, footballeur polonais.
- 30 octobre : Melanie Barcenas, joueuse américaine de football.

## Novembre
- 12 novembre : Patrik Kristal, footballeur estonien.
- 22 novembre : Viggo Gebel, footballeur allemand.

## Décembre
- 15 décembre : Alexandru Stoian, footballeur roumain.
- 17 décembre : James Mountbatten-Windsor, membre de la famille royale britannique.